# Kahala compilation
『kahala compilation』（カハラ・コンピレーション）は、日本の女性歌手、華原朋美の1作目のベストアルバム。小室哲哉プロデュースによるアルバムである。

## 解説
- ORUMOK RECORDS時代にリリースされたシングル曲とCMタイアップ曲をコンプリートした、華原初のベストアルバム。
- 小室プロデュース離脱期であり、休養中に発売されたことからTV出演などのプロモーション活動は一切行なわれなかった。
- 布製デジパック仕様ジャケット。全曲の「TV Mix」（コーラストラックが残されたバックトラックであり、シングル盤で収録されている「original karaoke mix」や「Instrumental」とは異なるものが多い）が収録されたDisc2を同梱。後に「TV Mix」のディスクを除いたものが数量限定でリリースされた（こちらの品番はORUMOK RECORDSのものである）。
- 数量限定盤は、写真が無い。絵と藤井美保の解説のみ。
- 収録曲は全て「Original Single Mix」（三角帯に表記されている。ディスクには「Original Mix」との表記がされている。）という扱いで収録されている。ただし、『I BELIEVE』はミックスが変更となっており、ラストサビ手前に間奏が追加された本作のみに収録された初公開バージョン。『I'm proud』もシングルのRadio Editではなくアルバムのfull versionにて収録。『LOVE BRACE』もシングル版ではなくアルバム収録のバージョンとなっている。また、トラック11の『Just a real love night』もテレビ歌唱時で使用されたイントロとアウトロがアルバム収録版と異なった本作初収録の音源である。

## 収録曲

### DISC1 [Original Mix]
1. keep yourself alive [RADIO EDIT MIX]
1stシングル。
2. I BELIEVE [Original Mix]
2ndシングル。音源はRADIO EDIT MIXだが、このベストの為に再録された初収録バージョンで収録。
3. I'm proud [full version]
3rdシングル。本作には、1stアルバム「LOVE BRACE」に収録されていたアルバムバージョン（完全版）で収録。
4. LOVE BRACE
同名の1stアルバム収録曲で、後に4thシングルとしてリカット。
1stアルバム「LOVE BRACE」に収録されていたバージョンで収録。
5. save your dream [Original Mix]
5thシングル。
6. Hate tell a lie [Original Mix]
6thシングル。
7. LOVE IS ALL MUSIC [Original Mix]
7thシングル。
8. たのしく たのしく やさしくね [Original Mix]
8thシングル。
9. I WANNA GO [Single Mix]
9thシングル。2ndアルバム「storytelling」からのリカット。
10. YOU DON'T GIVE UP [Single Mix]
10thシングル。「I WANNA GO」同様、2ndアルバムからのリカット。
11. Just a real love night
1stアルバム「LOVE BRACE」収録曲。アルバムに収録されている音源とは大幅にアレンジされている（イントロの雑踏部分はカット、フェードアウトの部分をカットアウト）。後にパイオニアLDCからリリースされた企画ベスト盤（『Best Selection』は本バージョンと同様の音源が、2015年リリースのベスト盤『ALL TIME SELECTION BEST』では、冒頭から雑踏のフェードインする以外は1stアルバムと同音源で収録されている。
12. Every morning
2ndアルバム「storytelling」収録曲。
13. You just gonna sing a song
「Every morning」同様、2ndアルバム収録曲。

### DISC2 [TV Mix]
- DISC1と同内容である（小室哲哉のコーラスが入ったカラオケ版）。